# (6949) Zissell
(6949) Zissell est un astéroïde de la ceinture principale.

## Description
(6949) Zissell est un astéroïde de la ceinture principale. Il fut découvert le 11 septembre 1982 à Harvard par l'Observatoire Oak Ridge. Il présente une orbite caractérisée par un demi-grand axe de 2,36 UA, une excentricité de 0,16 et une inclinaison de 13,2° par rapport à l'écliptique.

## Compléments